# Helmiopsis sphaerocarpa
Helmiopsis sphaerocarpa är en malvaväxtart som beskrevs av L.C. Barnett. Helmiopsis sphaerocarpa ingår i släktet Helmiopsis och familjen malvaväxter. Inga underarter finns listade i Catalogue of Life.